# Вресови
Вресови (Ericaceae) су космополитска породица скривеносеменица од преко 3.000 врста, груписаних у преко 100 родова. Већина врста су жбунови и повијуше које живе на киселом земљишту. У породицу вресова спадају многе украсне (Erica), јестиве (боровница) и лековите врсте (увин чај, америчка брусница).

## Опис
Вресови су дрвенасте биљке, грмови или ниско дрвеће. Листови су увек прости, наизменични зимзелен. Листови код неких родова (Erica) су игличасти, савијеног обода.
Цвасти су различите, гроздови, штитолики гроздови а код неких врста, цветови су појединачни. Цветови су актиноморфни, двополни. Чашицу гради 4–5 листића сраслих основом. Круница се састоји од 4–5 листића који су срасли у цев. Прашника има 10, тучак је настао срастањем 5 оплодних листића; обично је са натцветним плодником. Известан број родова има потцветан положај плодника. Плод је чаура, код биљака са натцветним, односно бобица код оних са потцветним тучком.

## Станиште и распрострањење
Врсте из породице вресова расту на киселом земљишту, на отвореним стаништима или мочварном терену. Распрострањене су широм света осим у централној и северној Аустралији и тропским пределима Африке и Јужне Америке.

## Економски значај
Плодови многих врста користе се као воће, а многе врсте познате су као лековите или
украсне.

## Систематика
Вресови су врло хетерогена породица која се дели на систем потпородица које неки таксономи подижу на ниво породице.
Економски значајније производе имају биљке из потпородице Ericoideae (19 родова, 1.790 врста), на пр. Увин чај (Arctostaphylos)
sp.) и Vaccinoidae (50 родова, 1.580 врста) на пр. америчка брусница (Vaccinium macrocarpon) и боровница (Vaccinium myrtillus).